# Gouy-lez-Piéton
Pour les articles homonymes, voir Gouy et Piéton (homonymie).
Gouy-lez-Piéton (en wallon Gowi ou Gowi-dlé-Pieton) est une section de la commune belge de Courcelles, située en Région wallonne dans la province de Hainaut.
C'était une commune à part entière avant la fusion des communes de 1977.

## Évolution démographique
- Sources : INS, Rem. : 1831 jusqu'en 1970 = recensements, 1976 = nombre d'habitants au 31 décembre.

## Histoire
Au XVIIe siècle, Jean Muller, échevin de Namur est seigneur de Courrières, Gouy. Il bénéficie le 17 avril 1643 de lettres de noblesse données à Madrid (la région est alors sous domination espagnole) pour lui et plusieurs de ses ancêtres.

## Patrimoine et culture

### Patrimoine architectural

#### L'église Saint-Martin

##### Origine et construction
Aujourd’hui, il ne subsiste rien ou presque rien de l’édifice primitif qui se trouvait à l’emplacement de l’église aux XIe et XIIe siècles.
Le bâtiment actuel appartient à des époques assez différentes mais surtout au XVIe siècle.
La tour date des années 1550 et la nef fait également partie de la même campagne de construction. Le chœur est plus récent et il est vraisemblable que, pendant tout un temps, on a gardé l’ancien chœur roman de l’édifice antérieur, accolé à l’église que l’on venait de reconstruire.
Au cours du XVIIIe siècle a eu lieu une autre transformation. Les basses nefs qui étaient beaucoup plus étroites dans les constructions antérieures, ont été agrandies en 1760.
Le mobilier qui orne l’église remonte aux XVIIe et XIXe siècles.
Autrefois, un mur en brique reliait la cure à l’église. La construction du monument aux morts de la première guerre mondiale supprima ce mur en 1919.
L’entrée latérale de l’église est encadrée de deux montants en pierre sculptée, surmontés d’un fronton. On y accède par quelques marches ornées d’une balustrade en fer forgé.
Du côté opposé à la place communale se trouve le site de l’ancien cimetière qui entourait autrefois l’église et l’emplacement de la Maison Communale actuelle. Le cimetière étant devenu trop petit, la commune entama, en 1878, la procédure d’achat d’une parcelle de terrain située à la rue de Trazegnies afin de construire un nouveau cimetière. L’ancien fut désaffecté en 1883.
Il y a de cela quelques années, à la suite d’une découverte fortuite, fut découvert le « Caveau de la Famille des Libres Barons de Hérissem »
Au fond du caveau, on découvrit deux cercueils probablement oubliés lors de la désaffectation du cimetière. À gauche se trouvaient les restes de la Comtesse de Glymes, décédée le 27 juin 1858 et à droite, ceux de son époux, Charles Baron de Hérissem, mort le 10 avril 1865.
Le caveau permettait le placement de 12 cercueils.
Les armoiries de la famille qui figuraient sur la pierre tombale étaient scellées dans le mur extérieur de la sacristie et ont été transférées dans l’église.
La tour de l’église aurait été élevée au début du XVIe siècle. Elle exigea de nombreuses réparations par la suite et il est plus que probable que son origine soit plus ancienne.
Au seuil de la porte principale se trouve une grande pierre portant les lettres D.O.M gravées au-dessus d’un médaillon.

##### Intérieur de l’église
Dès l’entrée, on découvre la nef centrale de quatre travées épaulées de collatéraux mis au goût du jour et qui sont de style classique. Il y a 6 colonnes de pierre qui sont moulurées à leur base et à leur chapiteau, les fûts sont composés de la superposition de 5 à 8 tambours en pierre lisse selon les colonnes.
Les quatre arcades, dont la première s’encastre dans la colonne de la tour, n’offrent d’autre élément décoratif que de simples moulures en large cavet.
De la fenêtre de droite à la porte de la sacristie, l’épaisseur des murs atteint près d’un mètre.
Les travaux les plus importants ont eu lieu en 1760, date de la restauration et de l’agrandissement du bâtiment. Il n’y a aucun document explicitant la nature des travaux.
Les autres interventions ont consisté en restaurations de la toiture, du clocher et d’autres rajeunissements indispensables au fil du temps.
Les dernières peintures ont été exécutées en 1978-79. Quant au pavement, il a été remplacé en 1871 par des pierres de Basècles. Lors du placement du chauffage en 1958, l’allée centrale a été dallée de marbre noir et blanc.
Toutes les pierres de l’église provenaient des carrières de Feluy-Arquennes. Les tailleurs de pierre marquaient leur ouvrage par leur signe distinctif sur chaque pierre! Ceci permettait de dresser les états de paiement avec une grande précision.
Le jubé a peut-être été construit pour accueillir des orgues. Pour atteindre le jubé, un petit escalier est dissimulé dans la tour. La porte d’accès comporte un montant en pierre sculptée qui rappelle le style des bancs de communion et des pierres rectangulaires des montants de la porte latérale.
Tous ces éléments faisaient partie d’un seul monument qui pourrait être celui d’Isabeau de Warchin.
Certains écrits témoignent que ce mausolée a été érigé dans l’église paroissiale et qu’il a disparu puisque c’est en l’église de Trazegnies que Jean et Isabeau reposent sous un mausolée de pierre, très semblable au point de vue des dimensions, aux fragments qui se trouvent ici.

##### L’église durant la seconde guerre mondiale
Les deux cloches ont été enlevées en 1943 sur ordre des Allemands et ont été remplacées en 1950 et en 1951.
La plus ancienne cloche datait de 1781 et portait cette inscription :
« Marie, mère de Bonne espérance, priez pour nous. Fondue par Joseph et Nicolas Simon, père et fils, l’an 1781 ».

##### L’église aujourd’hui
L’église a été définitivement classée comme monument historique le dimanche 20 octobre 1996. Une cérémonie de célébration s’est déroulée en ce jour en l’église après la messe de dix heures. D’importants travaux de réfection ayant été réalisés, c’est dans un cadre neuf que les diverses personnalités prirent la parole. Le bourgmestre Trigaut en profita pour signaler que l’église de Gouy constituait un des quatre monuments, fleurons de l’entité, avec la Ferme du Grand Hamal, le Château de Trazegnies et son église.
Les habitants du village ont aussi pu assister, en 1995, à la pose du nouveau coq sur le clocher par les autorités locales, suspendus à 60 mètres en hauteur, dans une nacelle portée par la flèche d’une grue. Cette cérémonie s’est achevée dans l’église où le Conseil de Fabrique offrait un vin d’honneur. Les habitants du village ont aussi eu l’occasion d’emprunter la nacelle afin d’admirer le nouveau coq flambant neuf ainsi que de découvrir leur village sous un angle insolite.

#### La drève de l'ancien château
Face à la chapelle datant de 1692 du château désormais disparu, se trouve une drève conduisant à la ferme du Château. De hauts arbres séculaires bordent ce chemin privé.

### Culture

#### Événements, Folklore et traditions

##### Les 24 heures vélo
Les 24 heures vélo de Gouy-lez-Piéton constituent un événement folklorique annuel important à Gouy-lez-Piéton. Celui-ci est organisé par les sections Guides et Scouts de la région. Chaque année, durant un week-end des vacances de printemps, de nombreuses équipes se réunissent sur une partie de la rue Joseph Lhoir et concourent durant 24h à vélo sur un circuit d'environ 2,5 km afin de gagner prix et trophées. Les 13 et 14 avril 2013 se déroulait la 24e édition.

##### Carnaval
Le carnaval dure deux jours : le samedi matin a lien la remise des médailles d'ancienneté aux membres de la société ; le samedi après-midi a lieu le cortège carnavalesque rythmé au son des cuivres et aux lancés d'oranges, avec les gilles portant des chapeaux à plumes d'autruche blanches ou colorées ; le samedi soir a lieu le « brûlage de bosses » lors duquel les gilles et les paysan(ne)s tournent en rond autour d'un feu brûlant un mannequin de paille déguisé en gilles, c'est également l'occasion pour les gilles de mettre au feu la paille qui forme leurs bosses sous leur costume.
Le dimanche matin est célébré l’anniversaire des géants du village en sarrau sans les cuivres. C'est en 1993 qu'un petit groupe de joyeux gouytois décidèrent de lancer cet événement en fondant la société des Joyeux Gilles Gouytois, voulant amener dans le village cette tradition du carnaval déjà fortement ancrée dans les villages voisins de Chapelle-lez-Herlaimont, Trazegnies, Souvret et Godarville. Le costume de gilles, un des personnages les plus populaires des carnavals belges est traditionnellement porté par les hommes. Les femmes défilaient auparavant en robes d'époques et distribuaient des bonbons, elles ont depuis échangé leurs jupons contre un costume de paysan, un autre personnage traditionnel du carnaval belge. Le costume se compose d'un sarrau, un apertintaille, de sabots et d'un chapeau légèrement orné de plumes d'autruche, les paysan(nes) lancent également des oranges tout comme les gilles. Le carnaval a également déjà reçu des sociétés étrangères invitées lors de certaines éditions. C'est en 2001 que furent construits les deux géants. Malheureusement, au cours de la nuit qui précédait le carnaval de juin 2001, un incendie criminel a réduit en poussière ces derniers ; deux nouveaux géants furent édifiés l'année suivante. Les géants Alice et Grégoire ont leur propre histoire : Alice, née en 1900 et décédée dans les années 1980, Alice était la tenancière d’un café qui s’appelait Le café 1900 (aujourd’hui racheté par des particuliers). Ce café, qui était bien connu de tous les habitants du village, était vraiment à l’ancienne : pas de pompe, WC dans le jardin. Quant à Grégoire, il est le seul saint encore fêté dans la région. Les géants ont fêté leur 10e anniversaire en 2012.

##### Saint-Grégoire
La fête de la Saint-Grégoire a lieu tous les 12 mars dans tout le village. Ce jour-là, quel que soit le jour de la semaine, les enfants des deux écoles fondamentales de Gouy-lez-Piéton ont congé pour aller fêter Saint-Grégoire. Il s'agit en effet d'une fête essentiellement destinée aux plus jeunes ; durant la matinée, les enfants se déguisent, vont frapper aux portes des habitants pour récolter des friandises et récitent le traditionnel chant de la Saint-Grégoire aux habitants :

« Nous n'avons jamais vu, Saint-Grégoire, Saint Grégoire,

Nous n'avons jamais vu, Saint-Grégoire, si bien venu,

Donnez bien, vous aurez bien, des oignons dans votre jardin

Donnez mal, vous aurez mal, vos oignons seront tout véreux. »

L'après-midi, les enfants sont habituellement invités à assister à un spectacle à l'école communale fondamentale des Hautes-Montées.

## Personnalités liées à Gouy-lez-Piéton
- Émile Laurent (1861-1904), botaniste.
- Corneille Embise (1893-1965), mineur, avocat et député à la Chambre des représentants.